# 哈維斯特 (密蘇里州)
哈維斯特（英語：Harvester）是位於美國密蘇里州聖查爾斯縣的非建制地區。

## 歷史
哈維斯特的郵局於1881年設立，其後於1901年停運。

## 地理
哈維斯特所處的海拔為高於海平面186米（即610英呎），而該地所採用的時區為UTC-6，即北美中部時區（CST）。同時該地設有夏令時間，為UTC-6調快一小時，即UTC-5（CDT）。